# Bandırma Basketbol İhtisas Kulübü
Maillots
Bandırma Basketbol İhtisas Kulübü ou Teksüt Bandırma est un club turc de basket-ball basé à Bandırma. Le club est fondé en 1994.

## Historique
Le Bandırma Banvit a été fondé en 1994 par les travailleurs de la société Banvit (industrie alimentaire) et a joué dans les compétitions régionales jusqu'en 2001. L'année suivante, le club atteint la TBL2, la deuxième compétition du pays, terminant à la quatrième place du Groupe B En 2004, le club finit premier et accède à l'élite du basket-ball turc la TBL. Quatrième de saison régulière en 2005, deuxième en 2011 et 2012 puis première en 2014.
Le club dispute les compétitions européennes, obtenant son plus grand succès en 2005 en atteignant le Final Four de la Coupe FIBA (défaite en demi-finale face au futur champion de Roumanie CSU Asesoft Ploiești). Banvit dispute la finale de la Ligue des champions de basket-ball 2016-2017.
Banvit est resté un club formateur dont l’équipe espoirs, Banvit Kirmizi s’illustre en Pro B turque. Parmi les anciens éléments de Banvit, on compte l'entraîneur Dimítris Itoúdis, vainqueur de l’Euroligue à son actif, ou le Français Adrien Moerman, passé de la Pro A à l'Euroligue après une saison aboutie à Banvit.
Le club change de nom officiel en juillet 2019 et devient le Bandırma Basketbol İhtisas Kulübü. Peu après, il signe un contrat de sponsoring avec Teksüt, une marque de jus de fruit, pour prendre le nom courant Teksüt Bandırma.
En août 2020, en proie à des difficultés financières, le club annonce son retrait de la première division pour la saison 2020-2021.

## Palmarès
International
- Demi-finaliste de la Coupe FIBA en 2005
- Finaliste de la Ligue des champions en 2017

National
- Vainqueur de la Coupe de Turquie en 2017

## Joueurs et personnalités du club

### Entraîneurs
- 2004-2006 : / Tab Baldwin
- 2006-2007 :  ?
- 2007-2009 :  Selçuk Ernak
- 2009-2013 :  Orhun Ene
- 2013-2014 :  Dimítris Itoúdis
- 2014-2015 :  Zoran Lukić
- 2015-2016 :  Selçuk Ernak
- 2016-2018 :  Sašo Filipovski
- 2018-2020 :  Hakan Demir

### Joueurs célèbres ou marquants
- Can Akin (3 saisons : 2005-2007)
- Mutlu Akpınar
- Onur Aydin (2 saisons : 2005-2007)
- Yunus Çankaya
- Şafak Edge
- Serkan Erdoğan
- Barış Ermiş
- Ersin Görkem (3 saisons : 2004-2007)
- Barış Hersek (1 saison : 2009-2010)
- Ermal Kuqo
- Barış Özcan
- Cevher Özer
- Ümit Sonkol
- Caner Topaloğlu
- Ümit Türkoğlu
- Erkan Veyseloğlu
- Bekir Yarangüme (1 saison : 2006-2007)
- George Banks (1 saison : 2004-2005)
- Joe Crispin
- Chuck Davis
- Juan Dixon
- Corsley Edwards
- Antonio Graves
- Clifford Hammonds
- Donnell Harvey
- Damien Kinloch
- Arthur Long
- Kalin Lucas
- Paul Miller
- Marque Perry

- E.J. Rowland
- Lance Williams
- Stefan Marković
- Miroslav Radošević
- Vladimir Štimac (2 saisons : 2012-2013)
- Klemen Prepelič
- Adrien Moerman (1 saison : 2015)
- Mickael Mokongo (1 saison : 2007)
- Pero Cameron
- Paul Henare
- Vladimir Dragičević
- Vladimir Golubović
- Kenny Adeleke
- Kenan Bajramović
- Sammy Mejia
- Simon Petrov
- Vladimir Veremeenko

## Identité visuelle

Ancien logo.
Logo actuel.